# Sífutás

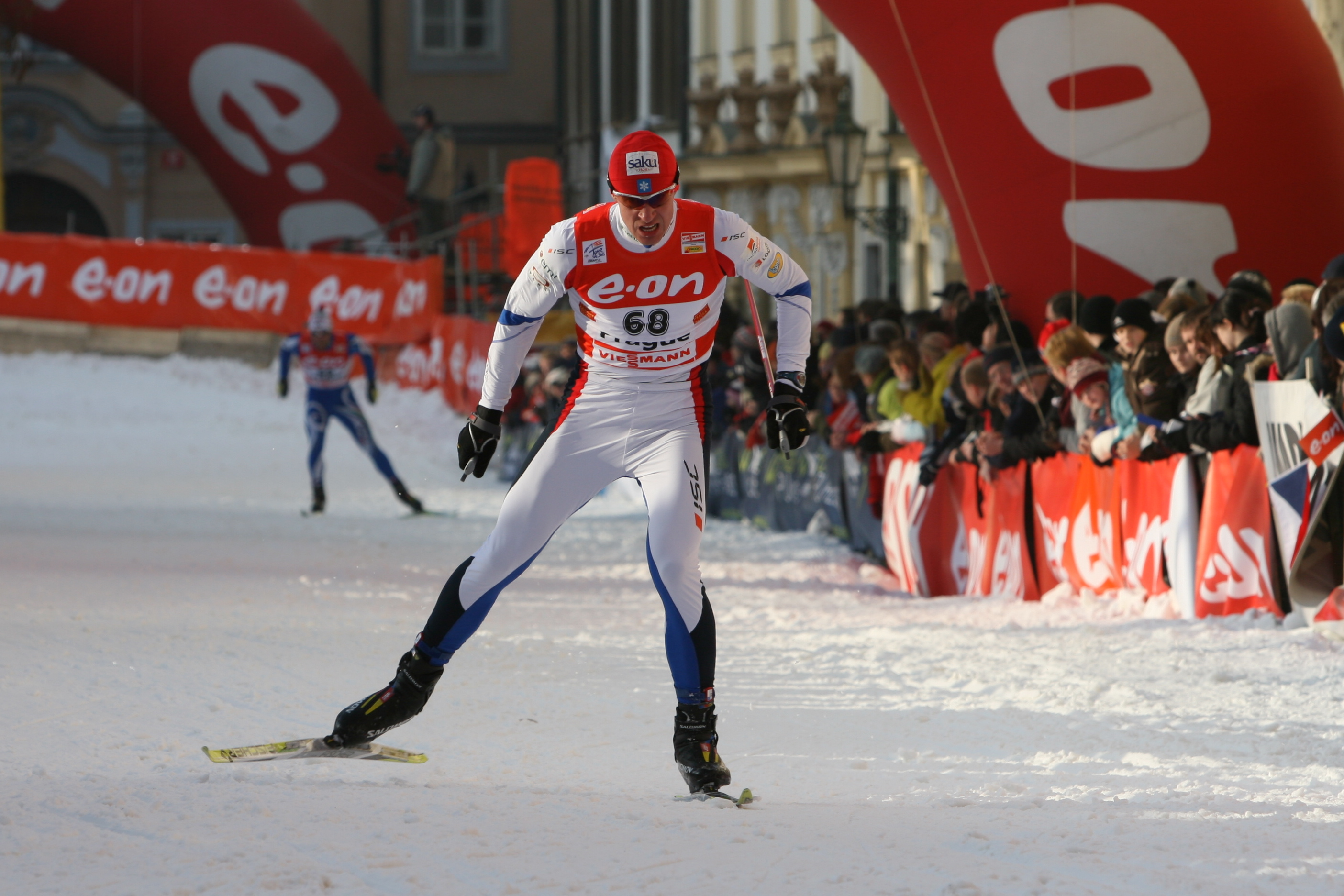
Priit Narusk észt sífutó egy prágai Tour de Ski versenyen

A sífutás télisport, része az északisí sportcsaládnak (sífutás, síugrás, északi összetett – sífutás+síugrás) melynek során a sízők a havas terepen – általában – síbotok segítségével hajtják előre magukat a sílécen. Rokon sportág a sílövészet vagy biatlon, amely szintén kombinációs sportág, sífutásból és lövészetből áll. Létezik még tájékozódási sífutás is. A sífutás nyári változata a síroller.
Ősi eredetű, ma már rendkívül népszerű tömegsport Észak-Európában, Kanadában és Alaszkában, de a világ más havas terepein is.

## Története

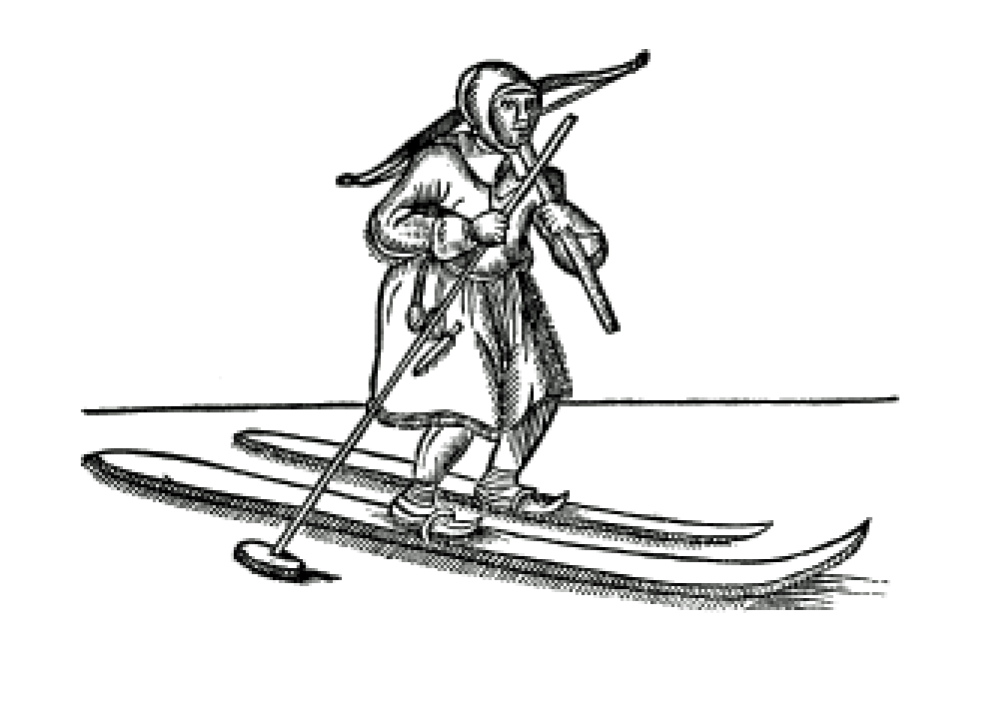
Lapp síző (fametszet 1673-ból)

A sífutás Európa északi területeiről származik. Első változata még csak a hóba süllyedést megakadályozó hótalp volt, ebből fejlődött ki az akár siklásra is alkalmas siklótalp. A legrégebbi megtalált sítalpak az i. e. 6300–5000 körüli évekből származnak, amelyeket az oroszországi Szindor tónál találtak, Moszkvától 1200 kilométerre északnyugatra. Az első komplett sífelszerelést a svédországi Kalvträsknál találták meg 1924-ben, a leletek i. e. 2700-ból származnak. Az északi emberek a havon való közlekedéshez, vadászathoz, élelem és más anyagok gyűjtésekor használták. Kínai források ottani sízésről is beszámolnak az i. e. 200–i. sz. 200 körüli időkből. Írásban először Prokopiosz, egy 552-ben írt munkájában emlékezett meg az északi sízésről. A sílécek és a botok fából készültek, a léceket szíjakkal erősítették fel a cipőkre (bakancsokra).
A sífutás (tulajdonképpen a túrasízés) eszközeit használták az Északi-sark és a Déli-sark felfedezői is. A hadsereg is felfedezte a sízés nyújtotta mobilitás fontosságát, és először az északi országok hadseregeit, majd más vidékek haderőit is kiegészítették síző egységekkel.
A versenyszerű sífutás (elterjedt angol nevén cross-country skiing) sportág a 19. századtól terjedt el Észak-Európa országaiban (az első versenyt még a 18. században rendezték meg), először a futó jellegű, majd a lesikló ág alakult ki (utóbbi 1896 körül). Magyarországon 1892-ben Chernel István ornitológus Kőszegen, Bély Mihály és Demény Károly tornászok a mai Kis Svábhegyen síelt először. Akkoriban még lábszánkázásnak nevezték. Az első síklub (Magyar Sí Klub) 1908-ban jött létre, amely tulajdonképpen szövetségi feladatokat is ellátott. A Magyar Sí Szövetség 1913. július 15-én alakult meg. A sportág nemzetközi szövetsége 1924-ben jött létre, Nemzetközi Sí Szövetség, azaz Fédération Internationale de Ski (FIS) néven. Az alapító országok között volt Magyarország is.
A sífutás 1924-ben szerepelt először az olimpiai játékok műsorán. A Chamonix-ban rendezett két (férfiak számára kiírt) versenyszámban (18 km, 50 km) norvég siker született, mindkettőt Thorleif Haug nyerte. A sportág az első olimpiai bemutatkozás után valamennyi téli olimpián szerepelt. Világbajnokságokat is 1924 óta rendeznek.
A sífutás klasszikus tömegsport-versenye a svédországi Vasa-futás. A versenysorozatot 1922-től rendezik meg – 90 kilométer távon. A versennyel Gustav Vasa királyra emlékeznek, aki 1521-ben maga is megtette a távot. A mai versenyeken mintegy 15 500 amatőr és profi versenyző indul – a világ minden tájáról.

## A versenysport
A modern kori sífutóversenyeket különböző távokon és különböző futóstílusban rendezik. Manapság az olimpiai játékokon a férfiak az egyéni versenyszámokban 15, 30 és 50 kilométeren versenyeznek. 2002 óta rendeznek sprintversenyt. Ezen felül rendeznek váltót, 4×10 kilométeren, és csapat sprintversenyt is. A nők egyéni versenyein 10, 15 és 30 kilométert, váltóban 4×5 kilométert futnak. A sprintverseny mindig szabadstílusú, más számokban időnként váltanak a klasszikus és a szabadstílus között, de olyan szám is van, ahol a távot különböző stílusokban kell teljesíteni. A versenyeken különböző rajteljárásokat alkalmaznak. Az egyenkénti indításos, fél percenkénti indítás mellett főleg hosszútávon (30 és 50 km) tömegrajtos futamokat is rendeznek. 1992 óta bevezették az időkiegyenlítéses rajtot, ami azt jelenti, hogy az indítás az első versenyszám időeredményei alapján történik.
A sprintverseny a legfiatalabb versenyforma. Alkalmas stadionban történő versenyrendezésre is. Sprintversenyt a férfiaknak 1.4 km-es, nőknek 1,2 km-es körpályán rendeznek. Első számként selejtező futamokat rendeznek 10-30 másodperces egyéni indítással. A selejtező időeredménye alapján a legjobb 24 versenyzőt 4 negyeddöntőbe (6-6 fő) sorolják. minden negyeddöntő 6 versenyzője mezőnyrajttal indul. A negyeddöntők első 3-3 helyezettje kerül 2 elődöntő futamba. Az elődöntők első 3-3 versenyzője dönti el a verseny végső helyezéseit a döntő futamban. Az egyes versenyzők különböző időeredménye érdektelen, kizárólag a sorrend dönt.
A jól kialakított pályán (a klasszikus stílusú futáshoz mindig) nyomokat fektetnek le, amely nyomokban, mint csatornákban siklik a síléc. A szabadstílusú versenyeken csak a rajtnál vannak előre lefektetett nyomok (a sprintversenyeken ott sem). A sífutó pályán emelkedők, lejtők, kanyargós és egyenes szakaszok követik egymást, de a legnagyobb szintkülönbség meghatározott. A pálya tengerszint feletti magassága nem haladhatja meg az 1800 métert.
Az olimpiákon és világbajnokságokon túl a modern korban a versenyzők végigversenyzik az egész szezont, sí világkupa, Tour de Ski és más versenyek keretében. A sífutás népszerű a sportot szerető nézők körében, és a versenyek mind a helyszíneken, mind a televíziós közvetítések során nagy nézettségnek örvendenek.

## Felszerelés

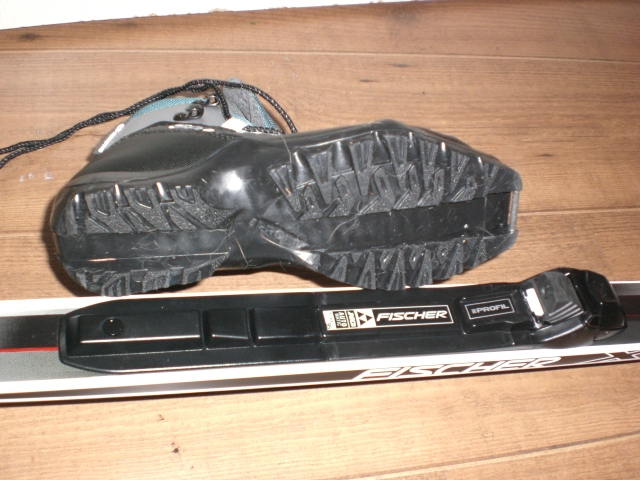
Sífutó kötés és cipő

A sífutásra alkalmas sílécek mintegy 2 méter hosszúak, 5 centiméter szélesek, vastagságuk pedig a hossz mentén 1–4 centiméter között változik. A legvastagabb középtájon, pontosabban a kötés környékén, így biztosítva a megfelelő szilárdságot és rugalmasságot a léc számára. A sílécek méreteit a versenyző magassága és súlya alapján állapítják meg, de figyelembe veszik a síző, pontosabban a sífutás stílusát is. A sífutóléc magasság irányban ívelt, és akkor megfelelő a sportoló súlyának, ha ráállva a közepe nem éri a sík talajt. A klasszikus futósí hosszúságának a testmagasság + 10–15 centimétert ajánlanak. A korcsolyázó vagy szabadstílushoz általában rövidebb és keskenyebb léceket választanak (testmagasság + 5–10 centiméter). Ezért fordul elő, hogy olyan versenyeken, ahol a táv egy részét klasszikus, míg a másik részét szabad stílusban teljesítik, a váltáskor sílécet (és botot) is cserélnek. A sítalpak között vannak olyanok, amelyek gyantázást (waxolást) igényelnek, de vannak wax nélküli lécek is (a szabadidős sífutók számára). Míg az alpesisíelés sílécei mindig fém élekkel rendelkeznek, addig a sífutó léceknek nincsenek fém élei. A sílécek anyaga régen fa volt, ma már különböző rétegekből (például fa, üvegszál, műanyag, szintetikus hab) összeállított kompozit anyag. A léc elejét ívelten felhajlítják.
A sífutók – mint az alpesisízők – két síbotot használnak, de szerepük itt sokkal fontosabb, mert többnyire ezek segítségével, lökve, tolva magát halad előre. Kezdetben a síbotok anyaga bambusz volt, és csupán egyetlen botot használtak. Az 1960-as évektől terjedtek el az alumínium vagy üvegszálas konstrukciók, de készülnek botok szénszálas, vagy más erős, könnyű anyagból is. A bot végén, a technikától, a sítereptől és a hóminőségtől függő méretben kosarat vagy hótányért helyeznek el, hogy csökkentsék a hóban való elsüllyedését. A sífutás botjai sokkal hosszabbak az alpesisízésnél használtaktól, méretét a versenyző magassága és stílusa határozza meg: a szabad stílusú sífutáshoz hosszabb, általában vállmagasságig érő, a klasszikus stílusú futáshoz 4–5 centiméterrel rövidebbet választanak. A botokat a markolathoz erősített csuklópánttal erősítik a sízők kézfejéhez.
A sífutás kötései speciális kialakításúak, a sílécre általában csavarozással erősítik fel. A kötést és a cipőt egymással összefüggő rendszerként kezelik. A síkötés – általában – csupán a sícipő orrát rögzíti, a sarkok szabadon mozognak fel és le. Manapság háromféle síkötés típust különböztetnek meg:
- SNS (Salomon Nordic System): A Solomon cég fejlesztette ki, de más márkanevek alatt is megtalálhatók. Ez a kötés-cipő rendszer – a versenyzésen kívül – alkalmas valamennyi sífutáshoz.
- SNS Pilot: A rendszert szintén a Salomon fejlesztette ki, a többszörös olimpiai és világbajnok norvég Bjørn Dæhlie ötlete alapján. Ebben az esetben a cipő nemcsak egy ponton kapcsolódik a futósíhez, hanem beiktattak még egy második rugós csatlakozást is. Szabad stílushoz fejlesztették ki, de már vannak klasszikus stílushoz valók is.
- NNN (New Nordic Norm): Ezt a Rottefella nevű cég fejlesztette ki, és lényegében az SNS-re épül. Bizonyos méretek mások, illetve az SNS rendszerrel szemben két saroknyereg is elhelyezésre került, hogy a cipő sarka stabilan álljon a futósín.

A sícipők ún. bokacipők vagy boka fölötti kialakításúak, és sokkal könnyebbek az alpesisízés bakancsaitól (a korcsolyázócipők a magasabb szárúak). Az orrukon kialakított speciális részt fogja és tartja a síkötés rögzítő eleme.
A wax többnyire paraffin alapú anyag, amely csökkenti a tapadást, azaz elősegíti a sílécek siklását a havon, de léteznek „kapaszkodó” típusú waxok is, amelyek a lécek visszacsúszását akadályozzák meg emelkedőn való haladáskor. A felhordás hőmérséklete szempontjából megkülönböztetnek hideg és meleg waxokat.

## Stílus és technika

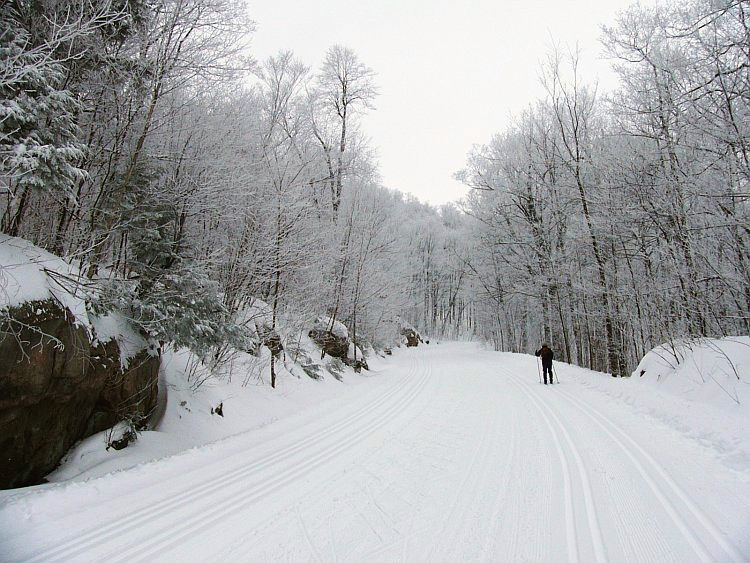
Előkészített sífutópálya (két oldalán a klasszikus, közepén a szabad stílus számára)

A síelés kezdetén a síelők lépegettek, topogtak a sílécekkel, az elsőrendű cél a hóban való elsüllyedés megakadályozása volt. Később már a gyorsabb haladás is előtérbe került, a síléceket elkezdték csúsztatni, majd ehhez síboto(ka)t is használtak. Így alakult ki a sífutás klasszikus technikája. A sífutásban mára gyakorlatilag háromféle stílus alakult ki (ezek mindegyikéhez más felszerelés szükséges), de a technika folyamatosan fejlődik napjainkban is, összefüggésben a korszerű pályákkal és felszerelésekkel.

### A klasszikus stílus

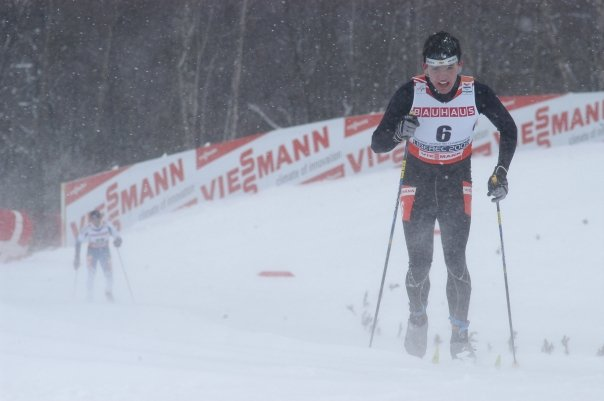
Klasszikus stílusú síelés

A klasszikus stílusú sízéskor a versenyzők előre lefektetett nyom(ok)ban futnak. Ezeket manapság gépekkel fektetik le. A versenyzők a pálya adottságait és egyéb körülményeket is figyelembe véve választják meg az éppen alkalmazott alaptechnikát. A klasszikus sífutás technikai elemei:
- diagonállépés, amikor a síző ellentétes karja és lába lendül előre, illetve hátra, majd csúszik az egyik sítalpon, miközben erőteljes botozással is hajtja magát előre.
- párosbotozás, amikor a sílécek párhuzamosan egymás mellett helyezkednek el, és a síző mindkét botját használva hajtja előre magát.
- belelépéses párosbotozás, amikor a párosbotozás mellett váltakozva el-ellép a sílécével,
- halszálkalépés, emelkedőre való haladáskor használják, a sí nem csúszik,
- oldalazó-futólépés,
- kanyarfutás, váltakozva egymás mellé lépked, így veszi fel a kanyar ívét,
- lesiklás:
  - csúszás tojástartásban, a botokat hóna alá szorítva, összezsugorodva csúszik le a lejtőn,
  - hóeke, fékezve csúszik,
  - ellépés,
  - íves kanyarodás,
  - fordulás párhuzamos lécekkel.

A klasszikus stílusú sízés diagonállépése adja a legszebb mozgásesztétikai élményt a néző számára. A sífutó versenyeken a klasszikus stílusú számokat tartják a legrangosabbaknak.

### A szabad- vagy korcsolyázó stílus

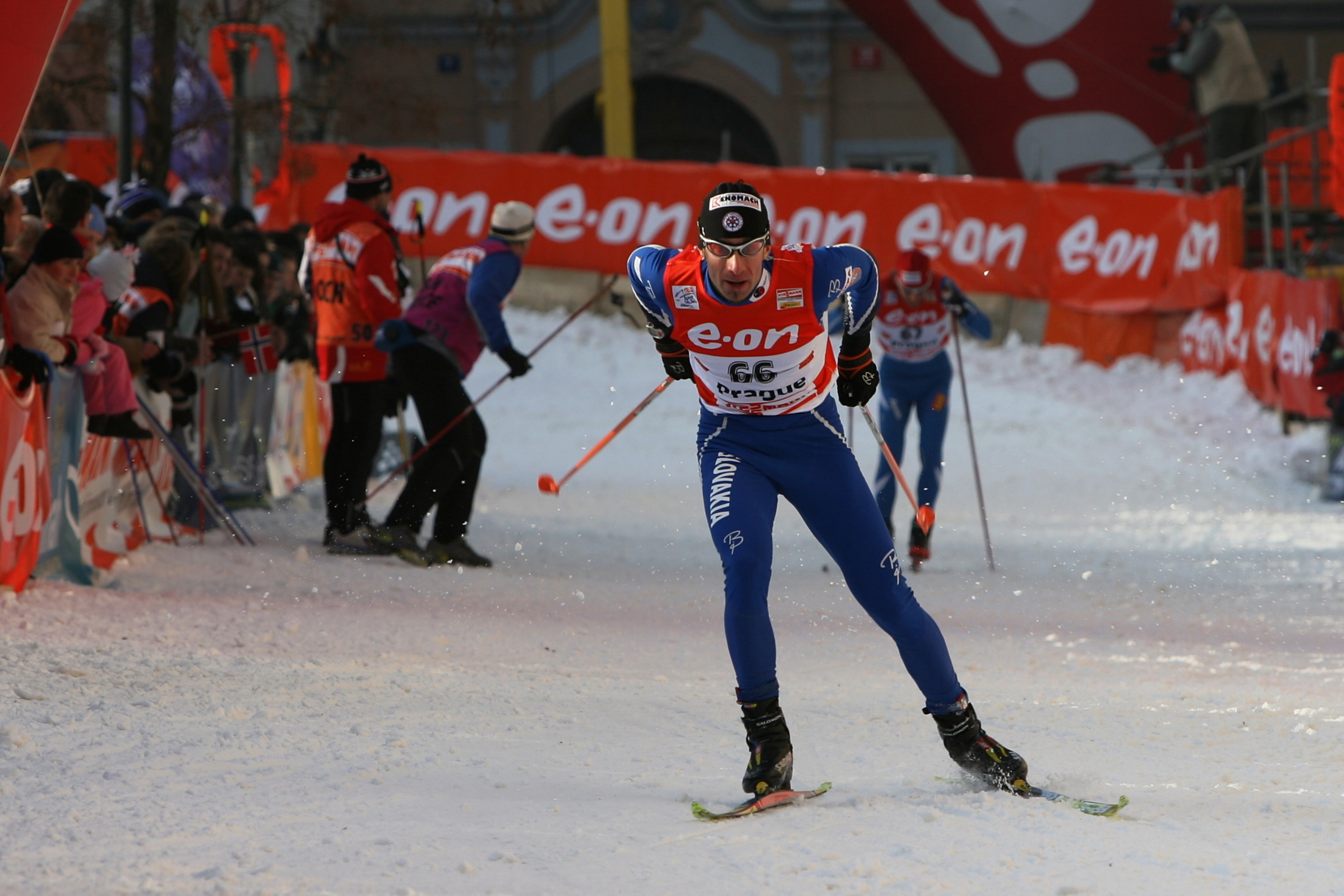
Korcsolyázó típusú síelés

A korcsolyázó stílust az 1970-es évek elején Pauli Siitonen finn versenyző fedezte fel, illetve kezdte alkalmazni. A korcsolyázással sík terepen sokkal gyorsabban lehetett haladni. Ennek ellenére a futók nem kezdték azonnal tömegesen alkalmazni, de az 1985. évi világbajnokságon már az egész svéd csapat ezzel a technikával versenyzett, és tönkreverték a világot. A nemzetközi szövetség (FIS) nehéz helyzetben volt, de végül a legoptimálisabb megoldást hozta: legalizálta a szabadstílusú sízést, miközben megtartotta a klasszikus stílusú versenyeket is, és azóta is tartja a megfelelő egyensúlyt a kétféle technika között. Szabadstílusú versenyeken mindenféle technika használata megengedett. Az ilyen versenyeken (a rajt utáni rövid szakasztól eltekintve) nincsenek nyomok lefektetve, a terep simított. Ezen a havon a versenyző a gyorskorcsolyázók lépéseihez hasonló mozdulatokkal halad előre, miközben erőteljesen párosbotozhat is. A korcsolyázó stílusú sífutás technikai alapelemei:
- szimmetrikus minden második lépésre botozás,
- aszimmetrikus minden második lépésre botozás,
- minden lépésre botozás,
- siitonen-lépés,
- diagonál botozásos korcsolyázó lépés,
- botozás nélküli korcsolyázó lépés,
- korcsolyázó kanyarfutás,
- korcsolyázó ellépés,
- párosbotozás,
- belelépéses párosbotozás,
- lesiklás (ennek alapelemei azonosak a klasszikus lesikláséval).

### A Nordic Cruising technika

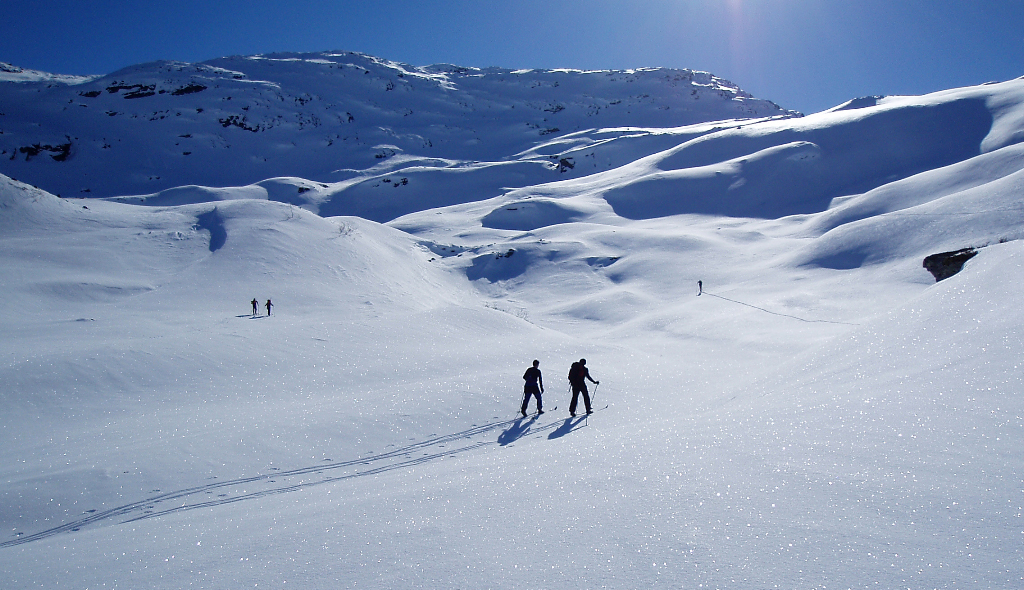
Túrasízők Norvégiában

Ezt a módszert elsősorban a tömegsportban alkalmazzák. Tulajdonképpen a klasszikus technikából fejlődött ki, és az ősi sígyalogló mozgáshoz tér vissza. Könnyen megtanulható, és nem feltétlenül szükséges hozzá előkészített sífutópálya, akár szűz hóban is űzhető. Az e technikánál használatos nordic cruising sílécek talpán pikkelyszerű képződményeket alakítottak ki, hogy ezzel akadályozzák a hátracsúszást. A technika végső soron járásszerű lépések sorozatából áll, amit kiegészíthetnek a klasszikus technikától örökölt néhány elem:
- diagonállépés
- párosbotozás
- halszálkalépés,
- átlépés,
- lesiklás:
  - hóeke,
  - íves kanyarodás hóekében.

## Fordítás
- Ez a szócikk részben vagy egészben  a   Cross-country skiing című angol Wikipédia-szócikk ezen változatának fordításán alapul.  Az eredeti cikk szerkesztőit annak laptörténete sorolja fel. Ez a jelzés csupán a megfogalmazás eredetét és a szerzői jogokat jelzi, nem szolgál a cikkben szereplő információk forrásmegjelöléseként.